# Tłuszcze trans
Tłuszcze trans – rodzaj tłuszczów z grupy nienasyconych.
Nienasycone kwasy tłuszczowe są to kwasy tłuszczowe zawierające przynajmniej jedno wiązanie podwójne pomiędzy atomami węgla. Wiązanie to może mieć konfigurację trans (gdy oba atomy wodoru znajdują się po przeciwnych stronach wiązania) lub cis (gdy oba atomy wodoru znajdują się po tej samej stronie wiązania). „Tłuszcze trans” zawierają reszty kwasów tłuszczowych o konfiguracji trans.
W naturalnych tłuszczach zwierzęcych pochodzących od przeżuwaczy, takich jak bydło domowe i owce, izomery trans stanowią ok. 3–5% (v/v). Występują one w mleku i jego przetworach, w wołowinie i baraninie. W znacznie większych ilościach występują one w wielu, choć nie wszystkich, półsyntetycznie otrzymywanych stałych tłuszczach roślinnych – takich jak margaryna, które są otrzymywane w wyniku chemicznego uwodorniania naturalnych tłuszczów roślinnych.
Konfiguracja cis lub trans determinuje kształt cząsteczki. Reszty kwasów tłuszczowych o konfiguracji trans mają kształt liniowy, zaś o konfiguracji cis mają kształt litery „V”, co radykalnie zmienia ich metabolizm:
| Kwas oleinowy                                                                                           | Kwas elaidynowy |
| --- | --- |
| Kwas oleinowy jest cis nienasycony; jego reszty występują w 55–80% tłuszczów wchodzących w skład oliwy. | Kwas elaidynowy jest trans nienasycony; występuje w dużych ilościach w części uwodornionych tłuszczów pochodzenia roślinnego. |
| | |
| | |

Współcześnie istnieją liczne doniesienia naukowe, wskazujące na fakt, że częste spożywanie tłuszczów trans ma negatywny wpływ na zdrowie, jak dowodzi francuska uczona Françoise Clavel-Chapelon „ryzyko zachorowania na raka piersi jest prawie dwukrotnie wyższe u kobiet, które jedzą pokarmy zawierające przemysłowe kwasy tłuszczowe typu trans”. Co więcej, tłuszcze te, powodując wzrost stężenia we krwi lipoproteiny niskiej gęstości (tzw. „złego” cholesterolu), przyczyniają się do wzrostu ryzyka wystąpienia wielu chorób miażdżycowych.
Z tego względu w wielu krajach wprowadzono lub planuje się wprowadzenie obowiązku oznaczania na wszelkich produktach spożywczych informacji o zawartości w nich tłuszczów trans, a także ograniczeń ich maksymalnej zawartości do ilości spotykanych w produktach naturalnych.

## Tłuszcze trans a prawodawstwo poszczególnych państw
Pierwszym krajem, który wprowadził zakaz sprzedaży przetworzonych produktów spożywczych ze zwiększonym w stosunku do naturalnego stężeniem trans tłuszczów była Dania, której rząd w 2003 r. wydał rozporządzenie w tej sprawie.
Kanada, w której spożycie przetworzonych tłuszczów roślinnych jest wyjątkowo duże, wprowadziła w 2004 r. najpierw obowiązek umieszczania informacji o ilości tłuszczów trans we wszelkich produktach spożywczych, a następnie w 2005 r. wprowadziła zakaz sprzedaży produktów, w których ilość tłuszczów trans w stosunku do innych tłuszczów przekracza 5%.
W Stanach Zjednoczonych, FDA rozpoczęła w 2003 r. niezbyt skuteczny program ograniczania spożycia tłuszczów trans. W kilku miastach USA, m.in. w Nowym Jorku, miejscowe rady uchwaliły apele o niestosowanie tłuszczów trans w miejscowych restauracjach, jednak w całym USA pod koniec 2006 r. nie istniały jeszcze ogólnokrajowe regulacje w tej sprawie. Od czerwca 2018 roku FDA wprowadziła zakaz stosowania tłuszczów trans w produktach spożywczych.
W Wielkiej Brytanii rozpoczęto w połowie 2005 r. kampanię narodową na rzecz wprowadzenia regulacji na wzór Danii. Kampanię tę wspiera środowisko naukowców skupionych wokół „British Medical Journal” oraz Food Standards Agency.
W Unii Europejskiej do Europejskiego Urzędu do spraw Bezpieczeństwa Żywności wpłynęła prośba o wydanie opinii naukowej na temat ryzyka spożywania trans tłuszczów, która mogłaby w przyszłości zamienić się w dyrektywę obowiązującą wszystkie kraje UE. Od 2 kwietnia 2021 obowiązuje zakaz wprowadzania do obrotu produktów (przeznaczonych dla konsumenta finalnego) z zawartością przemysłowych tłuszczów trans przekraczającą 2 na 100 g wszystkich tłuszczów obecnych w produkcie. Rozporządzenie nie obejmuje produktów odzwierzęcych.